# Institute for Advanced Strategic and Political Studies
L' Institute for Advanced Strategic and Political Studies (IASPS) est un think tank créé en 1984 à Jérusalem, avec un bureau affilié à Washington DC, et fondé par son président, le professeur Robert Loewenberg. Sa mission est de dénoncer la réorientation des sociétés occidentales qui mènent une politique visant à réaliser une convergence entre les élites occidentales et l'islam .

## Position politique
Ce think tank est aussi proche du parti de droite israélien Likoudque du mouvement politique néoconservateur américain. L'institut est remarquable pour son rapport « A Clean Break » qui est considéré comme « une sorte de manifeste néoconservateur américano-israélien », selon le journaliste Jason Vest.